# Бартоломе Коломбо
Бартоломе Коломбо (ісп. Bartolomé Colombo, нар. 24 серпня 1916) — аргентинський футболіст, що грав на позиції захисника, зокрема за «Сан-Лоренсо», а також національну збірну Аргентини, у складі якої — триразовий переможець чемпіонату Південної Америки.

## Клубна кар'єра
У дорослому футболі дебютував 1934 року виступами за команду «Архентінос Хуніорс», в якій провів три сезони, в останньому з яких вже був гравцем основного складу.
Привернувши увагу представників тренерського штабу клубу «Сан-Лоренсо», приєднався до нього 1937 року. Відіграв за команду з Буенос-Айреса наступні одинадцять сезонів своєї ігрової кар'єри, здебільшого як основний гравець захисту команди. 1946 року допоміг їй вибороти титул чемпіона Аргентини.
1948 року провів декілька ігор за «Хімнасія і Есгріма», після чого до завершення ігрової кар'єри ще один сезон провів у друголіговому «Альмагро».

## Виступи за збірну
1937 року дебютував в офіційних матчах у складі національної збірної Аргентини. Був учасником переможного для аргентинців тогорічного домашнього чемпіонату Південної Америки, де виходив на заміну замість Селестіно Мартінеса у двох матчах.
Участь Коломбо у чемпіонаті Південної Америки 1941 року також обмежилася двома іграми, а його команда знову стала найсильнішою збірною континенту.
1945 року став учасником свого третього чемпіонату Південної Америки, на якому вже був основним гравцем і провів на полі усі шість матчів, здобувши свій третій титул чемпіона Південної Америки.
Загалом протягом кар'єри у національній команді, яка тривала 9 років, провів у її формі 17 матчів.

## Титули і досягнення
- Переможець чемпіонату Південної Америки (3):

Аргентина: 1937, 1941, 1945
- Чемпіон Аргентини (1):

«Сан-Лоренсо»: 1946